# NN-89
La carretera NN‑89 es una vía colectora secundaria localizada en el municipio de La Dalia, en el departamento de Matagalpa. Su trazado conecta comunidades agrícolas al noreste del municipio con la red vial nacional, promoviendo el comercio local y el acceso a servicios.

## Trazado y cruces
| km   | Localidad / Punto   | Departamento | Conexión / Ruta |
| ---- | ------------------- | ------------ | --------------- |
| 0,0  | La Pavona           | Matagalpa    | Camino rural    |
| 5,3  | Comunidad El Jocote | Matagalpa    |                 |
| 12,5 | La Dalia            | Matagalpa    | NIC 3 , NN 88   |

## Coordenadas
Uno de los tramos de la NN‑89 puede ser encontrado en las coordenadas: 13°09′20″N 85°40′05″O / 13.1555, -85.6680